# Relations entre la Hongrie et la Serbie
Les relations entre la Hongrie et la Serbie sont représentées par l'ambassade que la Hongrie entretient à Belgrade et son consulat-général de Subotica, ainsi que par l'ambassade de la Serbie à Budapest et son consulat-général de Szeged.
Les deux pays partagent une frontière commune longue de 151 kilomètres.
Environ 198 000 citoyens d'origine hongroise vivaient en Serbie tandis que 7 000 citoyens d'origine serbe vivaient en Hongrie dans les années 2000, selon les données des derniers recensements hongrois et serbe.

## Histoire
Des relations diplomatiques ont été établies entre l'Autriche-Hongrie et la Serbie le 21 novembre 1882. À cette époque, la région multiethnique de Voïvodine appartenait à la Hongrie austro-hongroise et les Serbes y formaient une minorité défavorisée. L'actuelle frontière commune a été tracée fin 1918 et début 1919 pour délimiter la deuxième république de Hongrie, suite de la dislocation de l'empire austro-hongrois et de la première république hongroise. Cette délimitation fut effectuée par la commission internationale Lord où des géographes comme Robert Seton-Watson (en) ou Emmanuel de Martonne et l'historien Ernest Denis jouèrent un rôle important. Elle fut officialisée par deux fois, aux traités de Trianon (1920) et de Paris (1947), mais l'opinion hongroise a continué à considérer la Voïvodine comme un territoire indûment pris à la Hongrie, bien que les Serbes y soient la population la plus nombreuse.
Pour cette raison, les relations entre la Hongrie et la Yougoslavie entre 1920 et 1941 ont été tendues, et la Hongrie profita de l'invasion de la Yougoslavie par l'Allemagne nazie pour reprendre la Voïvodine et y persécuter les Serbes. De 1949 à 1989 les relations entre la Hongrie communiste et la Yougoslavie communiste ont également été assez tendues en raison de l'appartenance de la Hongrie au bloc de l'Est (Comecon et pacte de Varsovie) et de la Yougoslavie aux non-alignés, avec le rideau de fer entre les deux pays. De 1990 à 2003 les relations entre la Hongrie post-communiste et la Yougoslavie post-communiste ne se sont pas vraiment détendues, la première aspirant à se rapprocher de l'Union européenne, tandis que la seconde était engluée dans les guerres de Yougoslavie.
Depuis 2004, la Hongrie fait partie de l'Union européenne et à ce titre la frontière commune est très surveillée par les garde-frontières hongrois et la Frontex, tandis que les migrants s'entassent en Voïvodine. Pour les empêcher de passer, un cloture en grillage en barbelés a été érigé à la place de l'ancien par le gouvernement hongrois de Viktor Orbán.

## Sources
- (en + hu + sr) L'ambassade de Hongrie à Belgrade
- (hu + sr) Le consulat-général de Hongrie de Subotica
- (en + hu) L'ambassade de Serbie à Budapest

1. ↑  (en) CIA, The World Factbook, « Land Boundaries »
2. ↑  Olivier Lowczyk, La fabrique de la paix : du Comité d'études à la Conférence de la paix, l'élaboration par la France des traités de la Première Guerre mondiale, Economica, coll. « Bibliothèque stratégique », Paris 2010, 533 p.
3. ↑  (en) Margit Feher, « Hungary Plans Security Fence on Serbia Border to Keep Out Migrants », Wall Street Journal,‎ 17 juin 2015 (lire en ligne, consulté le 18 août 2015).